# Стойчев, Милош
Ми́лош Сто́йчев (черног. Милош Стојчев / Miloš Stojčev; 19 января 1987, Белград, СФРЮ) — черногорский футболист, полузащитник греческого клуба «Атромитос» из Афин.

## Клубная карьера
Выступал за юношеские команды «Црвены Звезды».
В 2005 году заключил первый профессиональный контракт с «Црвеной Звездой». Однако позже на правах аренды в период с 2005 по 2007 годы играл в клубах «Сопот», «Грбаль» и «Бежания».
В 2007 году подписал контракт с клубом из города Нови-Сада «Войводина». После одного сезона в этом клубе перешёл в клуб из города Чачака «Борац», где в 58 матчах смог забить лишь дважды.
В 2011 году перешёл в американский клуб «Спортинг Канзас-Сити». В 2012 году подписал контракт с казахстанской командой «Акжайык».
В 2013 году перешёл в казахстанский клуб «Атырау».